# Kozi Grzbiet (Góry Izerskie)
Kozi Grzbiet (niem. Ziegenkamm) – szczyt 945 m n.p.m. w południowo-zachodniej Polsce, w Sudetach Zachodnich, w Górach Izerskich, w Grzbiecie Wysokim.

## Lokalizacja
Wzniesienie położone jest w Sudetach Zachodnich, w południowo-wschodniej części Gór Izerskich na południowy zachód od Przełęczy Szklarskiej, około 4,2 km na południowy zachód od Jakuszyc.

## Charakterystyka
Wysunięte na południe wzniesienie w bocznym ramieniu Wysokiego Grzbietu Gór Izerskich, w kształcie wydłużonego kopulastego masywu z wyraźnie zaznaczoną powierzchnią szczytową. Na szczycie wzniesienia występuje grupa granitowych bloków skalnych, Kozie Skały, dochodzących do kilku metrów wysokości, które do 1945 r. stanowiły pomnik przyrody. Wzniesienie i całe boczne ramię znajduje się w obrębie granitoidowego masywu karkonoskiego powstałego w karbonie. Wzniesienie zbudowane jest z waryscyjskich granitów porfirowatych. Zbocze południowe łagodnie opada, tworząc poniżej szczytu na wysokości 880 m n.p.m. niewielkie siodło a następnie przechodzi w północne zbocze Tkackiej Góry. Zbocze wschodnie dość łagodnie opada w stronę doliny Mielnicy a zbocze zachodnie stromo opada w kierunku doliny Izery. Wschodnim zboczem przebiega Stara Droga Celna, łącząca w XVIII–XIX w. huty szkła w: Białej Dolinie, Orle i Harrachovie. Położenie góry w bocznym ramieniu grzbietu głównego oraz kształt góry i wyraźna część szczytowa, czynią górę rozpoznawalną w terenie.
Zbocza i szczyt w całości zalesione lasem świerkowym.

## Turystyka
Na szczyt nie prowadzą szlaki turystyczne.
- zielony – przechodzący wschodnim zboczem poniżej szczytu prowadzi z Orle do dawnej osady Tkacze (czes. Mýtiny) powstałej w XVII wieku, która w następstwie powojennych regulacji granicznych w roku 1958 wraz z przyległym terenem została przekazana Czechosłowacji i włączona do Harrachova jako dzielnica.